# Grand Prix Formule 1 van Spanje 2020
De Grand Prix Formule 1 van Spanje 2020 werd gehouden op 16 augustus op het Circuit de Barcelona-Catalunya. Het was de zesde race van het seizoen 2020. Er was vanwege de COVID-19-pandemie geen publiek aanwezig op de tribunes.

## Vrije trainingen

### Uitslagen
- Enkel de top vijf wordt weergegeven.

| Vrije training 1 | Pos. | Nr. | Coureur          | Constructeur              | Tijd     |
| ---------------- | ---- | --- | ---------------- | ------------------------- | -------- |
| Vrije training 1 | 1    | 77  | Valtteri Bottas  | Mercedes                  | 1:16.785 |
| Vrije training 1 | 2    | 44  | Lewis Hamilton   | Mercedes                  | 1:16.824 |
| Vrije training 1 | 3    | 33  | Max Verstappen   | Red Bull-Honda            | 1:17.724 |
| Vrije training 1 | 4    | 16  | Charles Leclerc  | Ferrari                   | 1:17.970 |
| Vrije training 1 | 5    | 5   | Sebastian Vettel | Ferrari                   | 1:17.981 |
| Vrije training 2 | Pos. | Nr. | Coureur          | Constructeur              | Tijd     |
| Vrije training 2 | 1    | 44  | Lewis Hamilton   | Mercedes                  | 1:16.883 |
| Vrije training 2 | 2    | 77  | Valtteri Bottas  | Mercedes                  | 1:17.170 |
| Vrije training 2 | 3    | 33  | Max Verstappen   | Red Bull-Honda            | 1:17.704 |
| Vrije training 2 | 4    | 3   | Daniel Ricciardo | Renault                   | 1:17.868 |
| Vrije training 2 | 5    | 8   | Romain Grosjean  | Haas-Ferrari              | 1:18.133 |
| Vrije training 3 | Pos. | Nr. | Coureur          | Constructeur              | Tijd     |
| Vrije training 3 | 1    | 44  | Lewis Hamilton   | Mercedes                  | 1:17.222 |
| Vrije training 3 | 2    | 77  | Valtteri Bottas  | Mercedes                  | 1:17.373 |
| Vrije training 3 | 3    | 33  | Max Verstappen   | Red Bull-Honda            | 1:17.747 |
| Vrije training 3 | 4    | 55  | Carlos Sainz jr. | McLaren-Renault           | 1:18.046 |
| Vrije training 3 | 5    | 11  | Sergio Pérez     | Racing Point-BWT Mercedes | 1:18.096 |

Testcoureur in vrije training 1: 
 Roy Nissany (Williams-Mercedes) reed in plaats van George Russell.

## Kwalificatie
| Pos.                   | Nr | Coureur            | Constructeur              | Kwalificatietijden | Kwalificatietijden | Kwalificatietijden | Grid |
| Pos.                   | Nr | Coureur            | Constructeur              | Q1                 | Q2                 | Q3                 | Grid |
| ---------------------- | -- | ------------------ | ------------------------- | ------------------ | ------------------ | ------------------ | ---- |
| 1                      | 44 | Lewis Hamilton     | Mercedes                  | 1:16.872           | 1:16.013           | 1:15.584           | 1    |
| 2                      | 77 | Valtteri Bottas    | Mercedes                  | 1:17.243           | 1:16.152           | 1:15.643           | 2    |
| 3                      | 33 | Max Verstappen     | Red Bull-Honda            | 1:17.213           | 1:16.518           | 1:16.292           | 3    |
| 4                      | 11 | Sergio Pérez       | Racing Point-BWT Mercedes | 1:17.117           | 1:16.936           | 1:16.482           | 4    |
| 5                      | 18 | Lance Stroll       | Racing Point-BWT Mercedes | 1:17.316           | 1:16.666           | 1:16.589           | 5    |
| 6                      | 23 | Alexander Albon    | Red Bull-Honda            | 1:17.419           | 1:17.163           | 1:17.029           | 6    |
| 7                      | 55 | Carlos Sainz jr.   | McLaren-Renault           | 1:17.438           | 1:16.876           | 1:17.044           | 7    |
| 8                      | 4  | Lando Norris       | McLaren-Renault           | 1:17.577           | 1:17.166           | 1:17.084           | 8    |
| 9                      | 16 | Charles Leclerc    | Ferrari                   | 1:17.256           | 1:16.953           | 1:17.087           | 9    |
| 10                     | 10 | Pierre Gasly       | AlphaTauri-Honda          | 1:17.356           | 1:16.800           | 1:17.136           | 10   |
| 11                     | 5  | Sebastian Vettel   | Ferrari                   | 1:17.573           | 1:17.168           |                    | 11   |
| 12                     | 26 | Daniil Kvjat       | AlphaTauri-Honda          | 1:17.676           | 1:17.192           |                    | 12   |
| 13                     | 3  | Daniel Ricciardo   | Renault                   | 1:17.667           | 1:17.198           |                    | 13   |
| 14                     | 7  | Kimi Räikkönen     | Alfa Romeo-Ferrari        | 1:17.797           | 1:17.386           |                    | 14   |
| 15                     | 31 | Esteban Ocon       | Renault                   | 1:17.386           | 1:17.567           |                    | 15   |
| 16                     | 20 | Kevin Magnussen    | Haas-Ferrari              | 1:17.908           |                    |                    | 16   |
| 17                     | 8  | Romain Grosjean    | Haas-Ferrari              | 1:18.089           |                    |                    | 17   |
| 18                     | 63 | George Russell     | Williams-Mercedes         | 1:18.099           |                    |                    | 18   |
| 19                     | 6  | Nicholas Latifi    | Williams-Mercedes         | 1:18.532           |                    |                    | 19   |
| 20                     | 99 | Antonio Giovinazzi | Alfa Romeo-Ferrari        | 1:18.697           |                    |                    | 20   |
| Q1 107% tijd: 1:22.253 |    |                    |                           |                    |                    |                    |      |

## Wedstrijd
| Pos.  | Nr. | Coureur            | Constructeur              | Rondes | Tijd / Oorzaak uitval | Grid | Punten |
| ----- | --- | ------------------ | ------------------------- | ------ | --------------------- | ---- | ------ |
| 1     | 44  | Lewis Hamilton     | Mercedes                  | 66     | 1:31:45.279           | 1    | 25     |
| 2     | 33  | Max Verstappen     | Red Bull-Honda            | 66     | + 24.177              | 3    | 18     |
| 3     | 77  | Valtteri Bottas    | Mercedes                  | 66     | + 44.752              | 2    | 16S    |
| 4     | 18  | Lance Stroll       | Racing Point-BWT Mercedes | 65     | +1 ronde              | 5    | 12     |
| 5     | 11  | Sergio Pérez       | Racing Point-BWT Mercedes | 65     | +1 ronde              | 4    | 10     |
| 6     | 55  | Carlos Sainz jr.   | McLaren-Renault           | 65     | +1 ronde              | 7    | 8      |
| 7     | 5   | Sebastian Vettel   | Ferrari                   | 65     | +1 ronde              | 11   | 6      |
| 8     | 23  | Alexander Albon    | Red Bull-Honda            | 65     | +1 ronde              | 6    | 4      |
| 9     | 10  | Pierre Gasly       | AlphaTauri-Honda          | 65     | +1 ronde              | 10   | 2      |
| 10    | 4   | Lando Norris       | McLaren-Renault           | 65     | +1 ronde              | 8    | 1      |
| 11    | 3   | Daniel Ricciardo   | Renault                   | 65     | +1 ronde              | 13   |        |
| 12    | 26  | Daniil Kvjat       | AlphaTauri-Honda          | 65     | +1 ronde              | 12   |        |
| 13    | 31  | Esteban Ocon       | Renault                   | 65     | +1 ronde              | 15   |        |
| 14    | 7   | Kimi Räikkönen     | Alfa Romeo-Ferrari        | 65     | +1 ronde              | 14   |        |
| 15    | 20  | Kevin Magnussen    | Haas-Ferrari              | 65     | +1 ronde              | 16   |        |
| 16    | 99  | Antonio Giovinazzi | Alfa Romeo-Ferrari        | 65     | +1 ronde              | 20   |        |
| 17    | 63  | George Russell     | Williams-Mercedes         | 65     | +1 ronde              | 18   |        |
| 18    | 6   | Nicholas Latifi    | Williams-Mercedes         | 64     | +2 rondes             | 19   |        |
| 19    | 8   | Romain Grosjean    | Haas-Ferrari              | 64     | +2 rondes             | 17   |        |
| DNF   | 16  | Charles Leclerc    | Ferrari                   | 38     | Elektronische fout    | 9    |        |
| Bron: |     |                    |                           |        |                       |      |        |

S Valtteri Bottas behaalde een extra punt voor het rijden van de snelste ronde.

## Tussenstanden wereldkampioenschap
Betreft tussenstanden voor het wereldkampioenschap na afloop van de race.

### Coureurs
| Pos. | Nr. | Coureur          | Constructeur              | Punten |
| ---- | --- | ---------------- | ------------------------- | ------ |
| 1    | 44  | Lewis Hamilton   | Mercedes                  | 132    |
| 2    | 33  | Max Verstappen   | Red Bull-Honda            | 95     |
| 3    | 77  | Valtteri Bottas  | Mercedes                  | 89     |
| 4    | 16  | Charles Leclerc  | Ferrari                   | 45     |
| 5    | 18  | Lance Stroll     | Racing Point-BWT Mercedes | 40     |
| 6    | 23  | Alexander Albon  | Red Bull-Honda            | 40     |
| 7    | 4   | Lando Norris     | McLaren-Renault           | 39     |
| 8    | 11  | Sergio Pérez     | Racing Point-BWT Mercedes | 32     |
| 9    | 55  | Carlos Sainz jr. | McLaren-Renault           | 23     |
| 10   | 3   | Daniel Ricciardo | Renault                   | 20     |

### Constructeurs
| Pos. | Constructeur              | Punten  |
| ---- | ------------------------- | ------- |
| 1    | Mercedes                  | 221     |
| 2    | Red Bull-Honda            | 135     |
| 3    | Racing Point-BWT Mercedes | 63 (78) |
| 4    | McLaren-Renault           | 62      |
| 5    | Ferrari                   | 61      |
| 6    | Renault                   | 36      |
| 7    | AlphaTauri-Honda          | 16      |
| 8    | Alfa Romeo-Ferrari        | 2       |
| 9    | Haas-Ferrari              | 1       |
| 10   | Williams-Mercedes         | 0       |